# Color as a Way of Life
Color as a Way of Life è un album di Lou Donaldson, pubblicato dalla Cotillion Records nel 1977. Il disco fu registrato nel dicembre del 1976 al Groove Sound Studios di New York.

## Tracce
Lato A
1. Too Much to Explain – 4:13 (Al Bloomfield)
2. Love for Sale – 5:04 (Cole Porter)
3. A Piece of Your World – 4:32 (Al Bloomfield)
4. Passion Fruit – 4:03 (Johnny Brantley, Lou Donaldson, Rick Willard)

Lato B
1. (Comin' Thru) The Backdoor – 3:42 (Al Bloomfield)
2. Ebb Tide – 5:18 (Robert Maxwell, Carl Sigman)
3. Maker's Dream – 4:53 (Lou Donaldson)
4. Walkin' Sally – 4:46 (Lou Donaldson)

## Musicisti
Lou Donaldson With Strings
- Lou Donaldson - sassofono alto
- Paul G. Bogosian - tromba, flugelhorn
- John Drew Kelly - trombone, trombone basso
- Seldon Powell - sassofono baritono, flauto
- Irving Spice - violino solista
- Louis Haber - violino
- Elliott Rosoff - violino
- David Sackson - violino
- Louis Stone - violino
- William Phipps - pianoforte elettrico, clavinet
- A.C. Drummer - chitarra
- Jacob Hunter - basso elettrico
- Jimmy Young - batteria
- Jacqueline Copland - voce
- Dennis Williams - arrangiamenti corni, arrangiamenti strumenti a corda
- Mike Goldberg - arrangiamenti, conduttore musicale